# Calomyscus mystax
Calomyscus mystax is een zoogdier uit de familie van de muishamsters (Calomyscidae). De wetenschappelijke naam van de soort werd voor het eerst geldig gepubliceerd door Kashkarov in 1925.